# 1031 Арктик
1031 Арктик (енгл. 1031 Arctica) је астероид главног астероидног појаса. Приближан пречник астероида је 75,47 ,
а средња удаљеност астероида од Сунца износи 3,047 астрономских јединица (АЈ).
Инклинација (нагиб) орбите у односу на раван еклиптике је 17,592 степени, а орбитални период износи 1942,899 дана (5,319 година). Ексцентрицитет орбите астероида износи 0,060.
Апсолутна магнитуда астероида износи 9,56 а геометријски албедо 0,046.
Астероид је откривен 6. јуна 1924. године.